# Млинів
Млинів — селище в Україні, центр Млинівської селищної громади (від 2016) Дубенського району Рівненської області. До 18.07.2020 — адміністративний центр Млинівського району Рівненської області. Селище розташоване біля  р. Іква (притока Стиру), за 26 км від залізничної станції Дубно на лінії Здолбунів — Красне. У селищі знаходиться Млинівський технолого-економічний фаховий коледж. Уперше згадується в XVI столітті. Статус селища міського типу надано у 1959 році.
Станом на 2022 рік в селищі проживало 8036 осіб.

## Археологія
Археологічні знахідки свідчать про те, що на території селища люди проживали ще в І тис. до н. е. На північній околиці Млинова, на правому березі Ікви, виявлено сліди майстерні крем'яних знарядь, а також залишки давньоруського міста Муравиці (Моравиці), згаданого в літопису за 1149 рік.
Муравицьке городище знаходиться в північно-західній частині селища Млинів. Для побудови давньої фортеці використали природний останець заввишки 6-8 м у долині правого берега Ікви, у місці впадіння в неї невеликої річки.

## Історія
Назву поселення пов'язують з водяними млинами на річці Ікві. Перша письмова згадка про Млинів відома з початку XVI ст., коли великий литовський князь Олександр подарував це поселення Москвитину Бобру.
- 1508 — після смерті без нащадків останнього посідача король Польщі Сигізмунд I Старий передав Млинів крем'янецькому наміснику Якову Монтовтовичу.
- 1562 — в акті 1562 року Млинів фігурує вже як містечко Яна Монтовта-Коблинського; великим злом для мешканців містечка були міжусобиці, які точилися між місцевими феодалами.
- серпень 1568 — на Млинів напали урядник і підлеглі князя Головні-Острожецького, відібрали у селян коней, одяг, зброю та інше майно, багатьох з них побили. Експлуатація й свавілля шляхти змушували жителів села братися до зброї.
- 1648–1657 — під час визвольної війни українського народу 1648—1657 років населення Млинова підтримало козаків і повсталих жителів навколишніх сіл. Боротьба з польською шляхтою не припинялася і після Андрусівського договору.
- осінь 1648 — повстанці зруйнували сусідній маєток Муравицю
- кінець XVII ст. — у Млинові деякий час жив український громадський діяч і поет Данило Братковський. Він брав участь у народно-визвольному русі проти польсько-шляхетського панування, мав зв'язки з керівниками козаків Семеном Палієм, С. Самусем, З. Іскрою.
- 1785 — власник села Януш Ходкевич будує костел Внебовзяття Діви Марії.
- 1789 — Ходкевичі добиваються королівського привілею про дозвіл проводити у Млинові чотири ярмарки на рік.
- У 1790 році почалось будівництво палацу за проектом архітекторів Шлегеля та Слонєвського.
- 1792 — у Млинові деякий час перебуває Тадеуш Костюшко.
- 1795 — Млинів стає селом Волинського намісництва, через два роки — Дубенського повіту Подільської губернії
- 1804 — Млинів стає селом Волинської губернії Росії.

У 1840-х роках у Млинові перебував відомий польський письменник — етнограф Юзеф Крашевський. Опису Млинова, зокрема палацу Ходкевича, він присвятив розділ у своїй книзі «Спогади з Волині, Полісся й Литви».

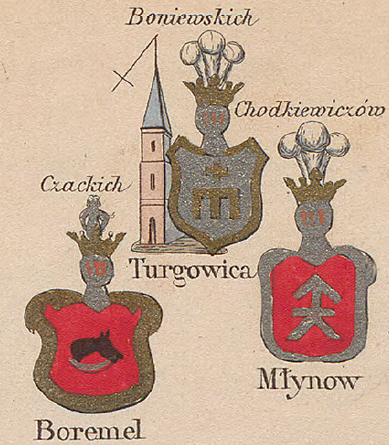
Млинів, позначений гербом Ходкевичів, на мапі Зигмунда Герстмана

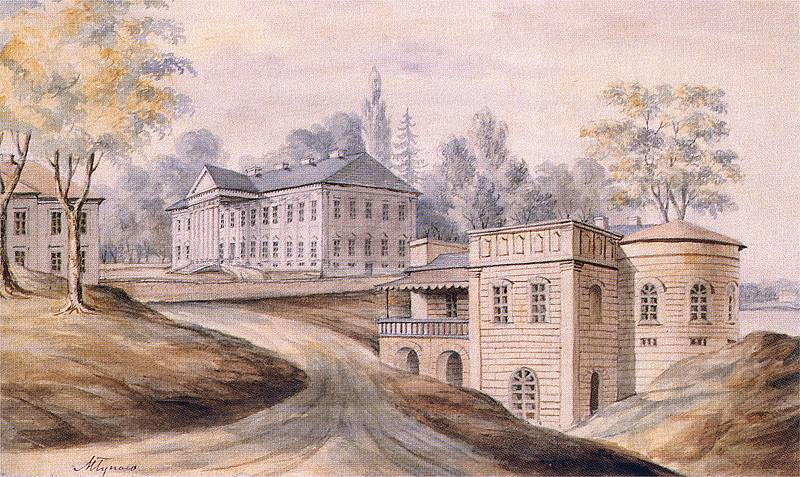
Художник Наполеон Орда Палац Ходкевичів у Млинові

Реформа 1861 року хоча і надала селянам Млинова особисту волю, але земельне забезпечення їх залишалося вкрай незадовільним. Панові належала 4971 десятина землі, у тому числі 1691 десятина орної. А близько 200 селянських родин не мали землі взагалі. Важкі матеріальні умови, безземелля змушували селян шукати засобів до існування. Частина їх працювала дворовими, наймитами в маєтку Ходкевича, решта — на лісопильному заводі, який став до ладу в 60-ті роки. Невелика кількість мешканців Млинова була зайнята на винокурному заводі, частина — на примітивному чавуноливарному заводі, де в 1903—1904 рр. налічувалося 60 робітників. Робочий день тривав 15—17 годин. Мізерні заробітки зменшувалися через постійні штрафи. Поміщики, використовуючи старі феодальні права, забороняли жителям Млинова ловити рибу в річці, щоб і на цьому мати собі прибуток. Судова справа з цього приводу тягнулася 11 років і закінчилась на користь поміщика.
У 1885 році містечко Дубенського повіту, центр волості, налічувалося 26 дворів, 137 жителів, існували церква, костел, синагога, єврейський дім молитви, працювали школа та поштова станція.
У к. ХІХ ст. у містечку налічувалось 62 будинки, 203 мешканця (з них 38 % євреї), церква, костел.
У червні 1906 року в Млинові відбувся страйк робітників чавуноливарного заводу, яким протягом кількох місяців не виплачували зароблених грошей. 20 червня 1906 року робітники влаштували демонстрацію, у якій взяли участь понад 200 чоловік. Місцева влада не могла своїми силами впоратись із страйкуючими. На початку грудня 1906 року на чавуноливарному заводі знову почався страйк, для придушення якого власті надіслали кінний загін поліції з Дубно.
Під час пожеж 1858 і 1905 років згоріло 60 будинків. За медичною допомогою жителі містечка зверталися у повітову лікарню. Двокласне парафіяльне училище у 1911 році закінчило лише 9 хлопчиків і 3 дівчинки.

### Перша світова війна
Великих руйнувань зазнав Млинів у роки Першої Світової війни. Під час наступу австро-угорських та німецьких військ багато житлових будинків містечка було зруйновано.
У 1915 році протягом дев'яти місяців Млинів поділяла лінія фронту — палац Ходкевича і парк були в руках австрійських військ, а містечком володіли російські війська. У 1917—1920 рр. Млинів, як і вся Україна, був ареною боротьби різних політичних сил та військового протистояння.
28 травня 1919 року у містечку було замордовано Юлію та Софію Ходкевич. Палац було сплюндровано, колекції розграбовано.

### У складі Другої Речі Посполитої
Восени 1920 року Млинів захопили польські війська. За Ризьким мирним договором містечко відійшло до Польщі. Під польською адміністрацією прискорились подальший занепад Млинова й скорочення його населення.
1921 року в містечку налічувалось 185 будинків із загальною кількістю населення 1263 особи. Працювали фабрика мила, олійниця, пекарня, бойня. Селяни дуже потерпали від малоземелля, робітники одержували мізерну плату за свою виснажливу працю. Ціни на товари й продукти залишалися високими, важким тягарем для трудящого населення були численні податки і штрафи. Поряд з важким соціальним гнітом жителі містечка зазнавали національних обмежень. Польський уряд проводив політику полонізації населення. Офіційною мовою була лише польська.
У 1929 р. на містечко Млинів поширені правила міської забудови.
Із 1929 по 1932 рік у Млинові будувалось приміщення семирічної школи, на спорудження якого витрачено 180 тис. злотих. Причому держава виділила для цієї мети лише 63 тис. злотих, а більшу частину стягли з населення. Місцеве населення фактично не мало медичного обслуговування. Хоч у Млинові й були приватна аптека та один лікар, проте жителі не завжди могли скористатися їх послугами, бо за лікування доводилося платити великі гроші. Такий стан селян і робітників змушував їх виїжджати в інші міста, шукати додаткових засобів до існування. Це призвело до того, що в 1930 році кількість населення зменшилась навіть у порівнянні з 1921 роком.

### Друга світова війна
З 11 по 14 вересня 1939 р. у Млинові розміщувалася штаб-квартира головнокомандувача польської армії Ридза-Сміґлого.
Після «приєднання» в 1939 році західноукраїнських земель до Радянської України та утворенням районів у тодішній Рівненській області, Млинів став районним центром і був віднесений до категорії сіл. У ньому розмістились районні організації, розпочались соціалістичні перетворення. Сотні жителів Млинова були заарештовані Радянською владою і вислані до Сибіру.
22 червня 1941 року з Млинівського аеродрому піднялася ланка винищувачів під командуванням старшого лейтенанта Іванова Івана Івановича. О 04.25 біля села Великі Загірці Іванов здійснив перший повітряний таран в історії німецько-радянської війни. Вже 24 червня 1941 року Млинів було окуповано гітлерівцями. Але ще тиждень в Млинівському районі проходила частина найбільшої танкової битви Другої світової війни, відомої як битва за Дубно-Луцьк-Броди, у результаті якої Червона армія втратила до 30 червня 2648 танків (85 % від наявних) проти німецьких втрат в 260 машин. Протягом періоду окупації нацисти розстріляли у Млинові та його околицях 1118 осіб, більшість з яких були євреї.
Млинів зразу після війни був напівзруйнованим селом, у якому проживало лише 462 мешканці. У повоєнний період Млинів відбудовувався і розвивався на засадах соціалістичної економіки, комплексно, відповідно до свого статусу районного центру переважно сільськогосподарського регіону України.
Із 1959 року Млинів є селищем міського типу, в економіці якого головну роль відіграють промислові підприємства.
Після розпаду СРСР в смт. Млинів відбулося багато змін, які погано вплинули на економіку селища. Було закрито численні заводи та фабрики, які приносили велику користь населенню, а саме забезпечували майже всіх громадян роботою. Також були зруйновані та виснажені майже всі дороги, забруднилася та заболотилася річка Іква.

### Новітня історія
8 серпня 2015 року в Млинові оголошена триденна жалоба за своїм земляком Романом Галасом, що поліг 8 серпня 2015 у боях з терористами поблизу Артемівська.

## Населення

### Мова
Розподіл населення за рідною мовою за даними перепису 2001 року:
| Мова            | Кількість | Відсоток |
| --------------- | --------- | -------- |
| українська      | 8323      | 98.54%   |
| російська       | 118       | 1.40%    |
| болгарська      | 1         | 0.01%    |
| словацька       | 1         | 0.01%    |
| інші/не вказали | 1         | 0.04%    |
| Усього          | 8446      | 100%     |

## Культура
У Млинові функціонує:
- Млинівська центральна районна бібліотека
- Млинівська районна бібліотека для дітей та юнацтва
- Млинівська дитяча художня школа [Архівовано 12 листопада 2012 у Wayback Machine.]
- Млинівська дитяча музична школа
- Млинівський краєзнавчий музей
- Районний центр дозвілля
- Млинівський будинок творчості школярів Млинівської районної ради Рівненської області [Архівовано 23 лютого 2015 у Wayback Machine.]

## Релігія

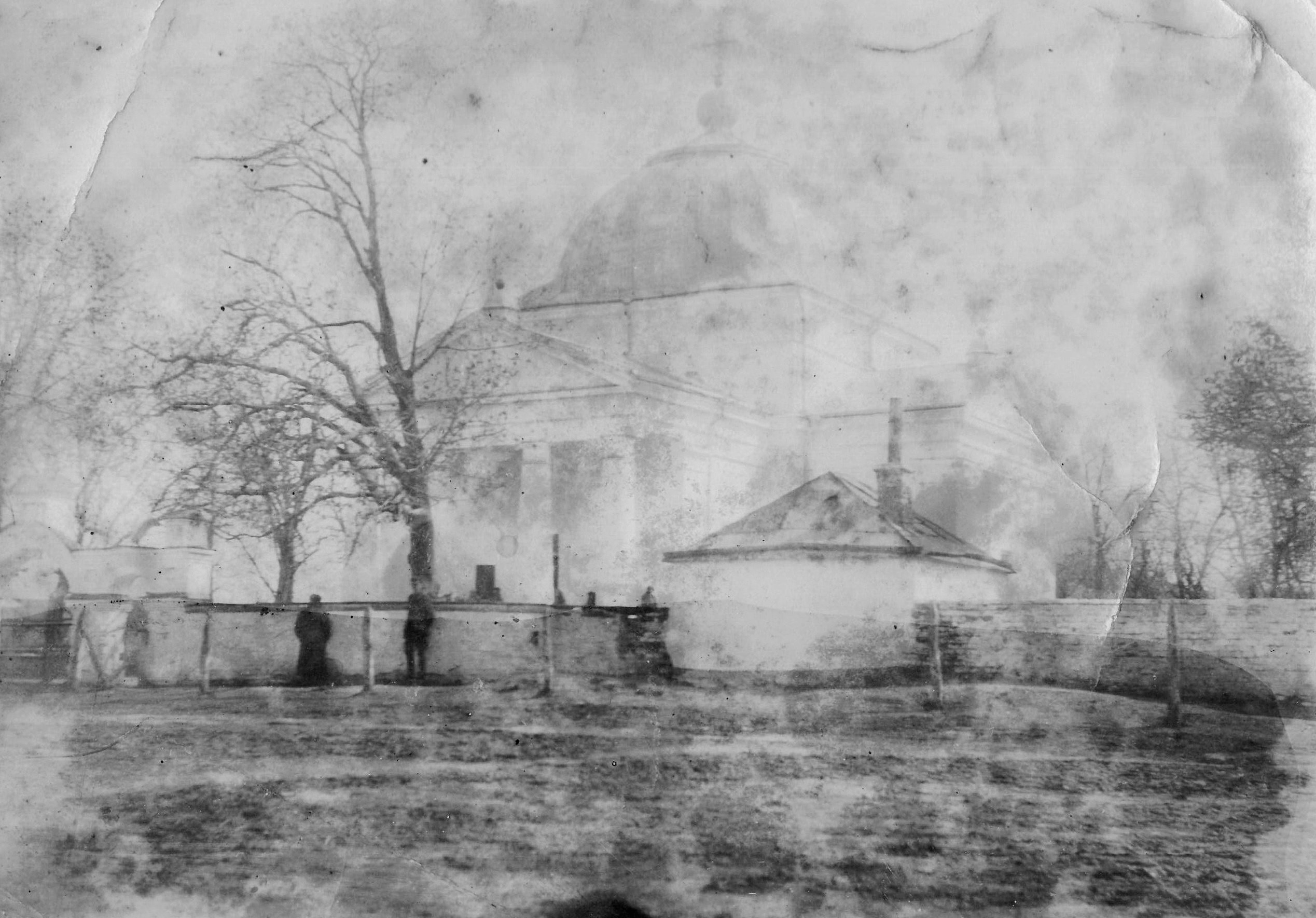
Церква в Млинові, 1932

- Свято-Покровська церква УПЦ Київського патріархату
- Свято-Михайлівська церква УПЦ Київського патріархату [Архівовано 17 лютого 2015 у Wayback Machine.]
- Свято-Вознесенське подвір'я від Свято-Миколаївського жіночого монастиря УПЦ МП
- Свято-Вознесенський собор УПЦ МП
- Церква на честь преподобного Серафима Саровського
- Дім Молитви громади євангельських християн баптистів
- Церква Християн Адвентистів Сьомого Дня
- Церква Християн Віри Євангельської (П'ятидесятників)

## Освіта
- Млинівська ЗОШ І-ІІІ ст № 1 [Архівовано 23 лютого 2015 у Wayback Machine.]
- Млинівська ЗОШ І-ІІІ ст № 3 [Архівовано 23 лютого 2015 у Wayback Machine.]
- Млинівських технолого-економічний коледж [Архівовано 23 лютого 2015 у Wayback Machine.]

## Спорт
Стадіон «Колос», завдяки реконструкції у 2002 році, має криті трибуни, які можуть вмістити 850 глядачів. На території стадіону є бігові доріжки, футбольне поле, 2 міні-футбольних поля, 3 майданчика для пляжного волейболу, баскетбольний майданчик, хокейна ковзанка та тенісний корт. Також на території ЗОШ № 3 знаходиться сучасний міні-футбольний майданчик з синтетичним покриттям.
У Млинові розвинені такі види спорту:
- Футбол та міні-футбол. Команда ФК «Млинів» є учасником чемпіонату області з футболу (1 ліга). У сезоні 2003—2004 Млинівський футбольний клуб «Іква» мав статус професійного клубу та брав участь в Чемпіонаті України (2 ліга) та кубку України з футболу. ФК «Іква» був першим клубом гравця збірної України з футболу Володимира Гоменюка. Кожного року в Млинові проходить відкритий зимовий чемпіонат району з міні-футболу[13].
- Волейбол та пляжний волейбол. Млинівська волейбольна команда «Камаз-Агро» є учасником та багаторазовим призером відкритих чемпіонатів Волинської та Рівненської областей. Кожного літа в Млинові проходять обласні змагання з пляжного волейболу, а з 2016 року в селищі проходить один із етапів чемпіонату України[14].
- Хокей. Взимку в Млинові функціонує ковзанка, на якій відбуваються товариські аматорські турніри, участь в яких беруть колективи Рівненської та Волинської областей.
- Бокс. На території колишнього маслозаводу функціонує секція боксу та кікбоксингу.
- Гребля. База відпочинку «Елінг» є діючим місцем розташування секції греблі, де кожен школяр може отримати навички греблі на байдарках та каное.

## Інфраструктура

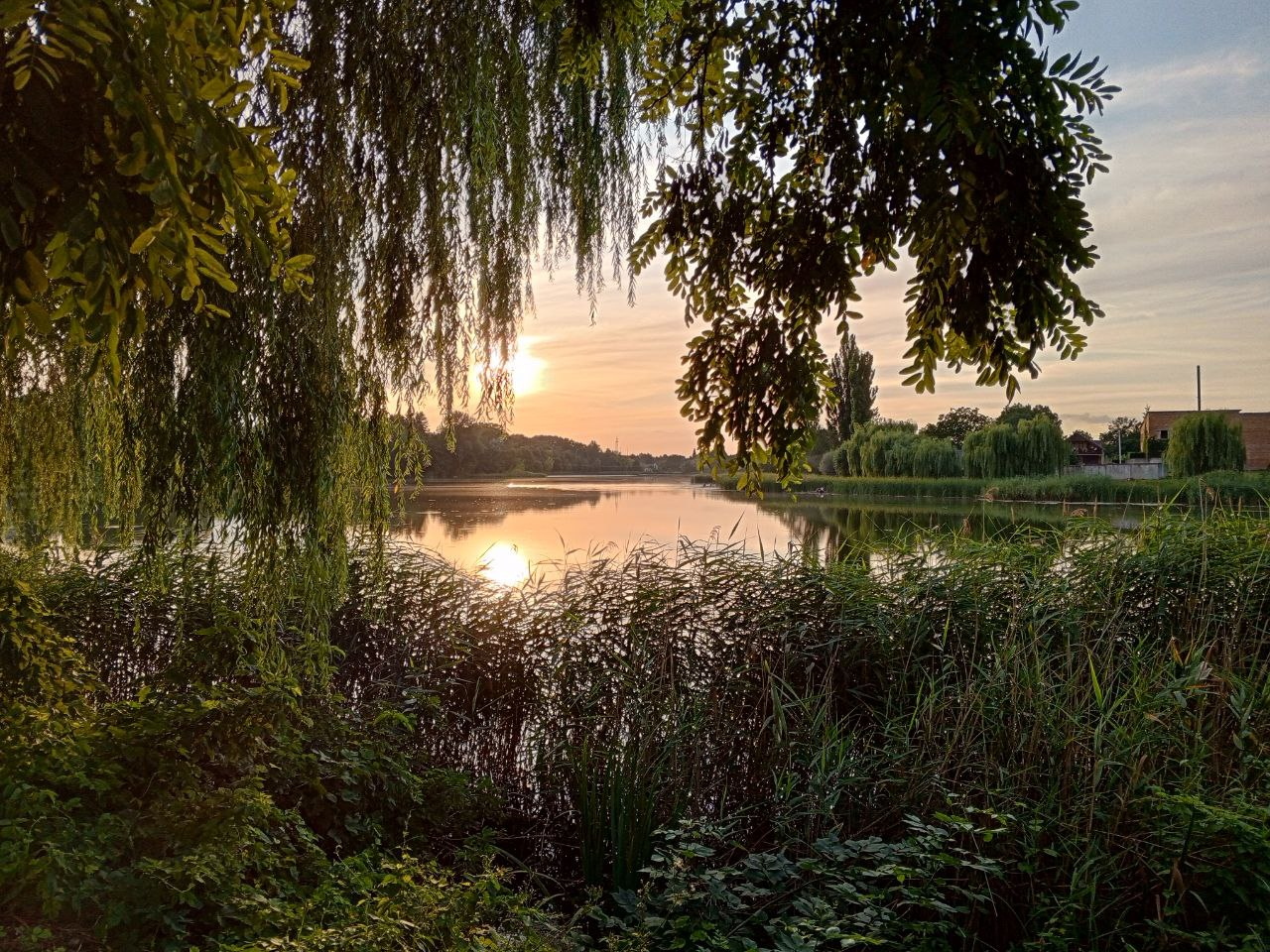
Річка Іква

У Млинові, над річкою Іква, розташована Млинівська гідроелектростанція. Крім того, неподалік селища, також на цій річці, розташоване Млинівське водосховище.

## Персоналії

### Народилися
- Приступа Євген Никодимович — ректор Львівського державного університету фізичної культури.
- Луцюк Павло Сергійович — заслужений юрист України, діяч адвокатської спільноти.
- Кірись Олексій Сергійович — вояк ЗСУ, батальйон «Айдар»[17].
- Довгалюк Віктор Олександрович — україно-німецький художник та скульптор.
- Штурхецький Сергій Володимирович — журналіст, науковець, депутат Рівненської обласної ради (2010—2015).
- Ламдан Іцхак (1899–1954) – ізраїльський поет[18].
- Мороженко Олександр Васильович (нар. 1936) — український астрофізик. Лауреат Державної премії України.
- Мирончук Сергій Петрович  — відеограф, відомий оператор західної України, культурний діяч.
- Циганкова Олена Валеріївна (* 1999) — майстер спорту України міжнародного класу з веслування, бронзова чемпіонка світу-2020.

### Мешкали
- Роман Галас — український військовик, командир взводу 16-го окремого мотопіхотного батальйону, що загинув 8 серпня 2015-го при боях з сепаратистами поблизу Артемівська під час війни на сході України[9].
- Цимбалюк Євген Павлович — письменник, краєзнавець, заслужений журналіст України, головний редактор літературно-краєзнавчого журналу Рівненщини «Погорина».
- Андрухов Анатолій Петрович — керівник оркестру народних інструментів, педагог, Заслужений працівник культури України (1995 рік), лауреат обласної мистецької премії ім. Германа Жуковського. Член Рівненської обласної асоціації композиторів Всеукраїнської музичної спілки.

Команда КВН «Бомба» з Млинова перемогла у Вищій українській лізі КВН 2010 року.

## Пам'ятки
- Пам'ятник Тарасу Шевченку було встановлено 2007 року навпроти будівлі РДА][20] на місці, де до того за часів радянської влади стояв пам'ятник Леніну, — на кошти з його продажу. У відкритті пам'ятника брав участь академік НАН України Микола Жулинський, що був на той час радником Президента України.[21]
- Палац Ходкевичів у Млинові
- Садиба Корецьких
- Млинівський парк
- Пам'ятник Степану Бандері